# Mia (Musikgruppe)
MiA. (auch Mia. oder MIA.) ist eine deutsche Elektropop-Musikgruppe aus Berlin.

## Geschichte

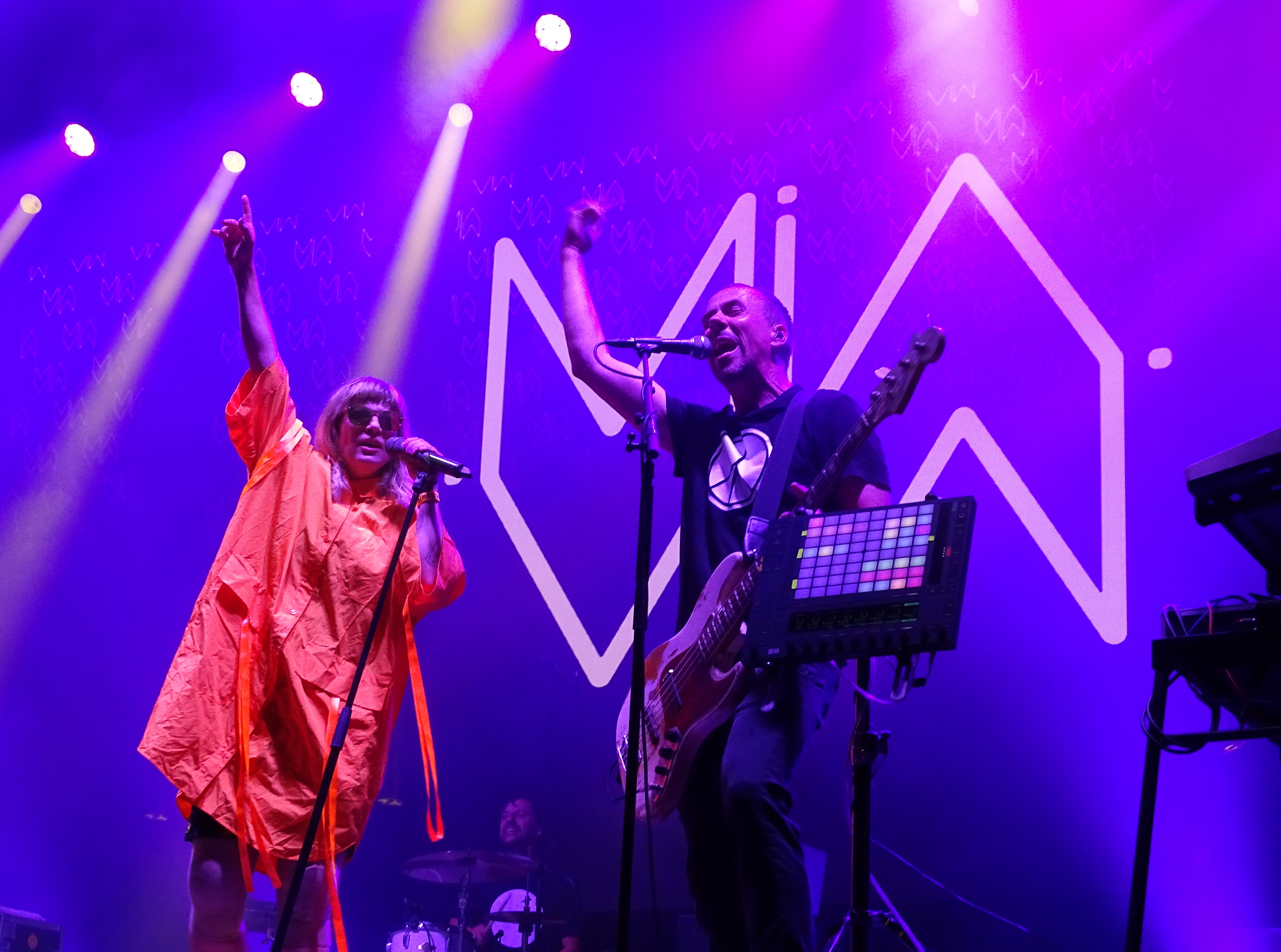
Mieze Katz mit Robert „Bob“ Schütze 2022

MiA. wurde 1997 in Berlin als Schülerband gegründet. Mieze Katz und Andi Ross (später Andy Penn, 1979 in Berlin geboren), die gemeinsam das John-Lennon-Gymnasium in Berlin besuchten, wurden von ihrer Mitschülerin Sarah Kuttner an Robert Schütze und Ingo Puls vermittelt. Gemeinsam mit dem Schlagzeuger Hannes Schulze gründeten sie eine Musikgruppe, die mehrere Namensänderungen durchlief. Der heutige Name ‚MiA.‘ leitet sich vom früheren Bandnamen Me In Affairs ab, mittlerweile assoziiert die Gruppe das Kürzel mit anderen Dingen, darunter Musik ist Alles und Menschen in Aufruhr. Seit 1998 arbeitet MiA. mit dem damals für die Band gegründeten Musiklabel R.O.T. zusammen, das auch das Management stellt.
1999 schaffte die Band über das Major-Label BMG die Veröffentlichung der Single Sugar My Skin, die zum offiziellen Lied zur YOU-Jugendmesse (ebenfalls 1999) wurde. Die grundsätzlich unterschiedlichen Vorstellungen führten aber zur schnellen Trennung von der BMG.
Die Band tourte und brachte 2001 die von R.O.T. selbst verlegte und nur in geringer Stückzahl produzierte Single Factory City raus. Der Elektropunk-Remix von Produzent NHOAH Hoena-Jansen wurde ein großer Erfolg in der Clubszene, und so wird MiA. seit Anfang 2002 vom neuen Major-Label Sony Music als Teil einer Generation neuer Berliner Popmusik-Gruppen als Elektropunk-Band vermarktet. Im Vorfeld verließ Schulze die Band (mittlerweile spielt er bei Engerling und Mitch Ryder), und wiederum durch Sarah Kuttner wurde später Gunnar Spies als neuer Schlagzeuger entdeckt. Auf dem ersten Album, Hieb und StichFEST, spielte aber teilweise Staab, der Manager der Gruppe und Mitbesitzer des Labels R.O.T., das Schlagzeug ein. Die Videoclips zu den folgenden Veröffentlichungen werden bei MTV und VIVA gespielt, ein Bericht über die Gruppe lief in den Tagesthemen.
 Im September 2003 veröffentlichte die Gruppe als Teil des Kunstprojekts ANGEFANGEN ihres Labels das Lied Was es ist, für dessen Text sie von Vertretern der politisch Linken (die sie im selben Jahr noch mit einem Gratisauftritt zur Eröffnung einer Demonstration am 1. Mai in Berlin unterstützt hatten) scharf kritisiert und zum Teil als nationalistisch angegriffen wurden. Das Lied besingt einen neuen, entspannten Umgang mit deutscher Herkunft und verwendet dabei symbolisch die Farben der deutschen Flagge. Durch das Jahr 2004 hindurch wurden Auftritte der Band von teilweise heftigen Gegenaktionen begleitet. Das ZDF verwendet einen Ausschnitt des Liedes seit 2005 als Titelmusik der wöchentlichen Dokumentationssendung 37 Grad.
Am 19. März 2004 nahm MiA. an der Deutschen Vorentscheidung zum Eurovision Song Contest 2004 mit dem Titel Hungriges Herz teil, konnte sich jedoch nicht für das Finale qualifizieren. Im gleichen Jahr erhielt die Gruppe die Goldene Stimmgabel als beste Shootingstar Gruppe weiblich.
Im Oktober 2005 wurde auf dem Internationalen Leipziger Festival für Dokumentar- und Animationsfilm die Dokumentation MiA. – Keine Zeit zu verlieren von den Filmemachern Gerd Breiter und Piet Schmelz vorgestellt. Der 50-minütige Film, der mit Zustimmung und Unterstützung der Gruppe entstand, begleitet MiA. von frühen Proben und dem Vertragsabschluss mit Sony Music über erste Krisen und die Nationalismuskontroverse bis zur Teilnahme an der Deutschen Vorentscheidung zum Eurovision Song Contest 2004. Der Film erschien auch als DVD.
Im Mai 2006 stieg die Single Tanz der Moleküle in die Top 20 der deutschen Charts ein und ist die bis dahin erfolgreichste Single der Bandgeschichte. Das wenig später veröffentlichte Album Zirkus erreichte auf Anhieb Platz 2 der deutschen Albumcharts. Mit dem Titelsong Zirkus vertrat MiA. zudem am 9. Februar 2007 das Gastgeberland Berlin beim Bundesvision Song Contest und erreichte den vierten Platz.
Während eines Auftritts im T-Mobile-Forum in Bonn am 19. April 2008 spielte die Band erstmals das Lied Mein Freund. Der Titel wurde die Vorabsingle des am 5. September 2008 veröffentlichten vierten Albums, Willkommen im Club. Mein Freund stieg auf Platz 15 der deutschen Charts ein und löst somit Tanz der Moleküle als höchste Chartspositionierung der Bandgeschichte ab. Das Album erreichte Platz 4 der deutschen Albumcharts.
Nach der Spielzeit im September 2009 folgte die Bandpause, in der Ingo Puls 2011 die Band verließ. Die Tochter von Andy Penn und Eva Briegel, Sängerin der Gruppe Juli, wurde während der Pause geboren.
In einem Online-Video mit Neujahrsgrüßen für das Jahr 2012 an die Fans verkündete die Band, das fünfte Studioalbum Tacheles vollendet zu haben. Das Album wurde am 9. März 2012 veröffentlicht und erschien erstmals nicht bei Sony Music, sondern bei Island, einem Label von Universal.
Am 22. Mai 2015 erschien das sechste Studioalbum Biste Mode. Auf ihm wirkt im Song  Schick mich Felix Räuber mit.
Das siebte Studioalbum mit dem Titel Limbo erschien am 27. März 2020. Nachdem die Promotion-Tour dafür aufgrund der Corona-Pandemie abgesagt wurde, fand am 7. November 2020 ein Online-Konzert statt, wofür Zuschauer- sowie interaktive Tickets erworben werden konnten. Während des Konzertes hatten manche Zuschauer mithilfe letzterer Tickets die Möglichkeit, mit der Band via Chat oder Live-Schalte in Kontakt zu treten.

## Stil und Textinhalte

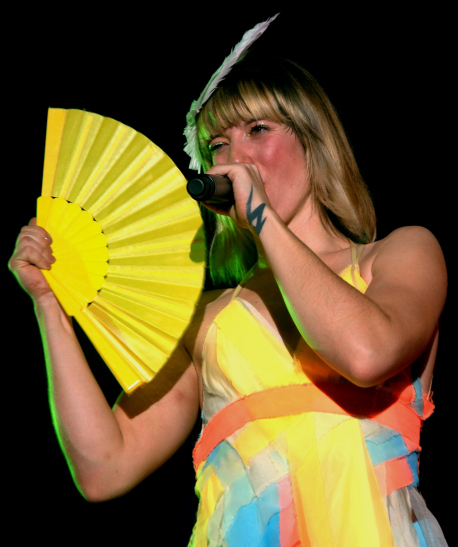
Mieze Katz 2006

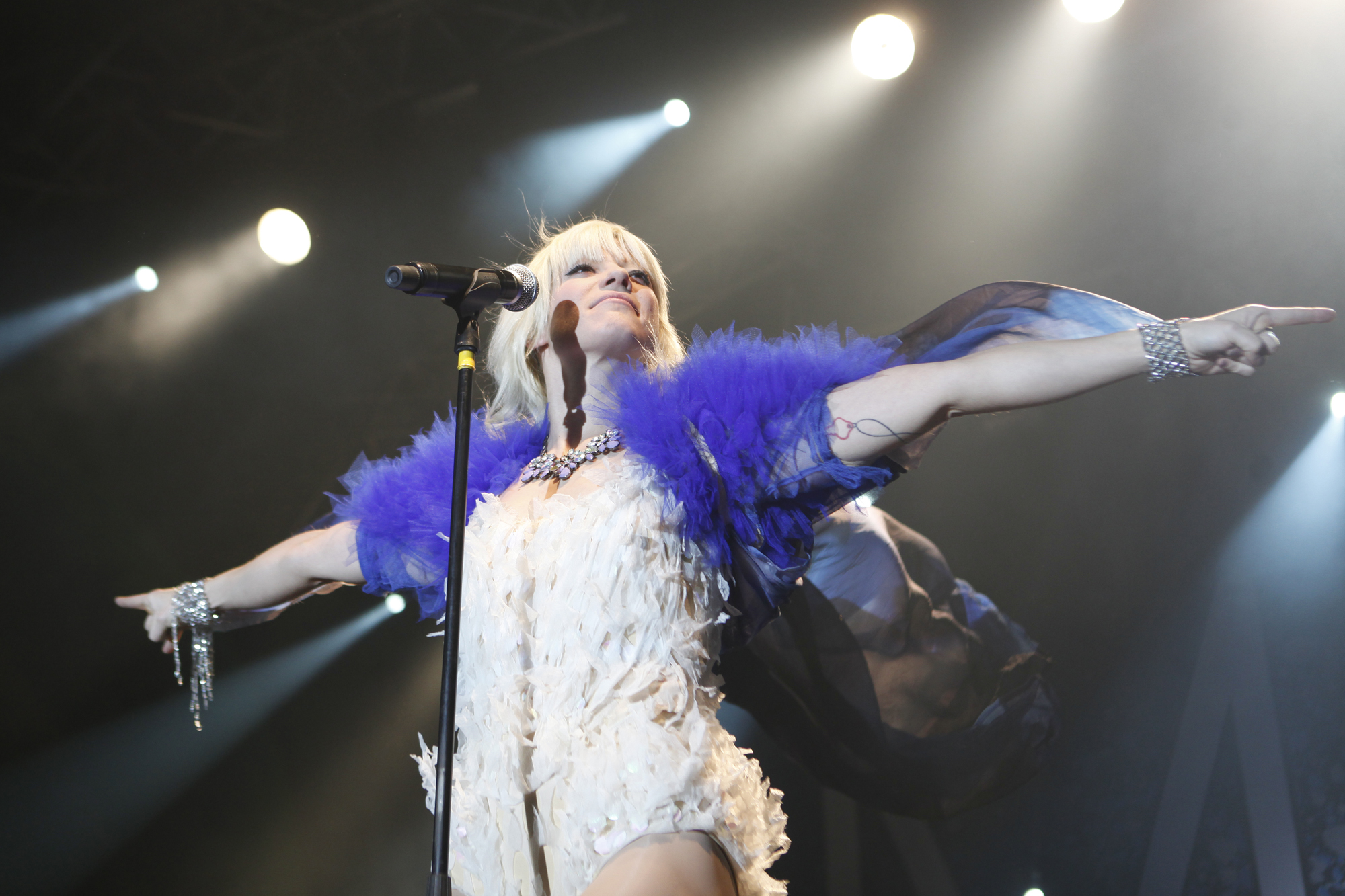
Sängerin Mieze Katz in Offenbach 2012

Zu Beginn ihrer Karriere bezeichnete die Gruppe ihren Stil als „Mellow-Listening-Sound-Scapes, zerbrechliche Melodien und gesungene Loops bis zur absoluten Power in Ergänzung mit roughen Gitarrensounds und emotionalen Texten“. Seit dem Erfolg des Elektropunk-Remixes des Songs Factory City nannte sie ihre Musik Elektropunk, womit sie einen teilweise härteren Sound mit Elementen des Punks meinte, den sie mit elektronischer Musik verbindet. Punkfans bemängelten hingegen, dass die Lieder häufig nicht aggressiv genug seien, um als Punk zu gelten. Die Texte aus dieser Zeit sind teilweise fragmenthaft und kryptisch und mischen deutsche und englische Zeilen.
Viele Kritiker weisen darauf hin, dass sich insbesondere das erste Album, Hieb und StichFEST, sehr an die frühe Phase der Neuen Deutschen Welle anzulehnen scheint, dabei insbesondere an die Musik der Gruppe Ideal. Mia bestreitet, vorher überhaupt Musik von Ideal gehört zu haben und erklärt, sich erst nach Veröffentlichung des Albums, als die Vergleiche auftauchten, damit auseinandergesetzt zu haben.
Mit dem zweiten Album, Stille Post, verlor die Musik noch einmal deutlich an Aggressivität, die Texte wurden stärker ausformuliert und verwenden weniger Englisch. Dennoch distanzierte man sich erst zwei Jahre später im offiziellen Albuminfo zum dritten Album Zirkus ausdrücklich vom Elektropunk als Stilrichtung. Die Gruppe beansprucht weiterhin eine Punk-Attitüde für sich, die jedoch mehr in der Herangehensweise denn in der Musik selbst zum Ausdruck komme.
Auch Zirkus zeigt stilistisch deutliche Unterschiede zu beiden Vorgängern. Nicht nur wird (mit einigen Ausnahmen) weitgehend auf synthetische Instrumente verzichtet, Mia versucht sich auch an mehr verschiedenen Instrumenten als zuvor, die meisten gespielt von Ingo Puls. Die Melodien sind weniger hektisch, teilweise sehr verspielt. Manche diagnostizieren einen Einfluss der Gruppe Rosenstolz, mit der Mia eine Art professionelle Freundschaft verbindet (gemeinsame Auftritte und Touren).
Das am 5. September 2008 veröffentlichte vierte Album, Willkommen im Club, soll nach Aussage der Band wieder tanzbarer klingen: „Es ist schnörkelloser aber es ist trotzdem detailverliebt. Auf jeden Fall gehört diese Platte ganz massiv auf die Tanzfläche, in den Frühling und in den Sommer!“ (Mieze Katz) Tatsächlich stellt das Album mit verstärktem Einsatz elektronischer Elemente einen Rückschritt in Richtung des ersten Albums dar, während die Melodien sich außer beim Pop nun auch teilweise beim Rap (Glücksstern) und vor allem beim Chanson (z. B. Magisch) bedienen.
Über das sechste Album von Mia schrieb Oliver Seifert: „Ihr bewährter Elektropop, der sich mit Elektropunk und Elektrorock mischt, gibt auch House oder Eurodance eine Chance. NDW ist sowieso mit drin. Fanfarige Synthies, 'Ideal'-Gitarrenakkorde, Dub-Rhythmen, Mainstream-Pop-Melodien dürfen es neben- oder miteinander versuchen.“ Die Texte seien „brav“ und „an einigen Stellen etwas platt und plump geraten.“
Die Melodien schreibt die Gruppe zum größten Teil selbst, Mieze ist stets für die Texte verantwortlich. Die Ausarbeitung der Songs erfolgt in enger Zusammenarbeit mit Mias Produzenten NHOAH (ehemals Musiker und Produzent bei Peacock Palace sowie Arrangeur von David Hasselhoff), den die Gruppe daher auch scherzhaft als ihr „stilles, sechstes Mitglied“ bezeichnet. Als einziges nicht direktes Bandmitglied schreibt NHOAH unter dem Pseudonym H.Flug manchmal auch eigene Melodien für die Band, gewöhnlich gemeinsam mit Mieze, und kooperiert mit ihr bei einigen Texten.
Inhaltlich haben Mias Texte teilweise politische Ansätze, was in Titeln wie Ökostrom, Alles neu oder Machtspiele zum Ausdruck kommt, in denen sie sich für Umweltschutz, sozialen Umbruch oder Frieden einsetzen; mal werden Gefühle und immer wieder Liebe und Beziehung thematisiert.

## Soziales und musikalisches Engagement

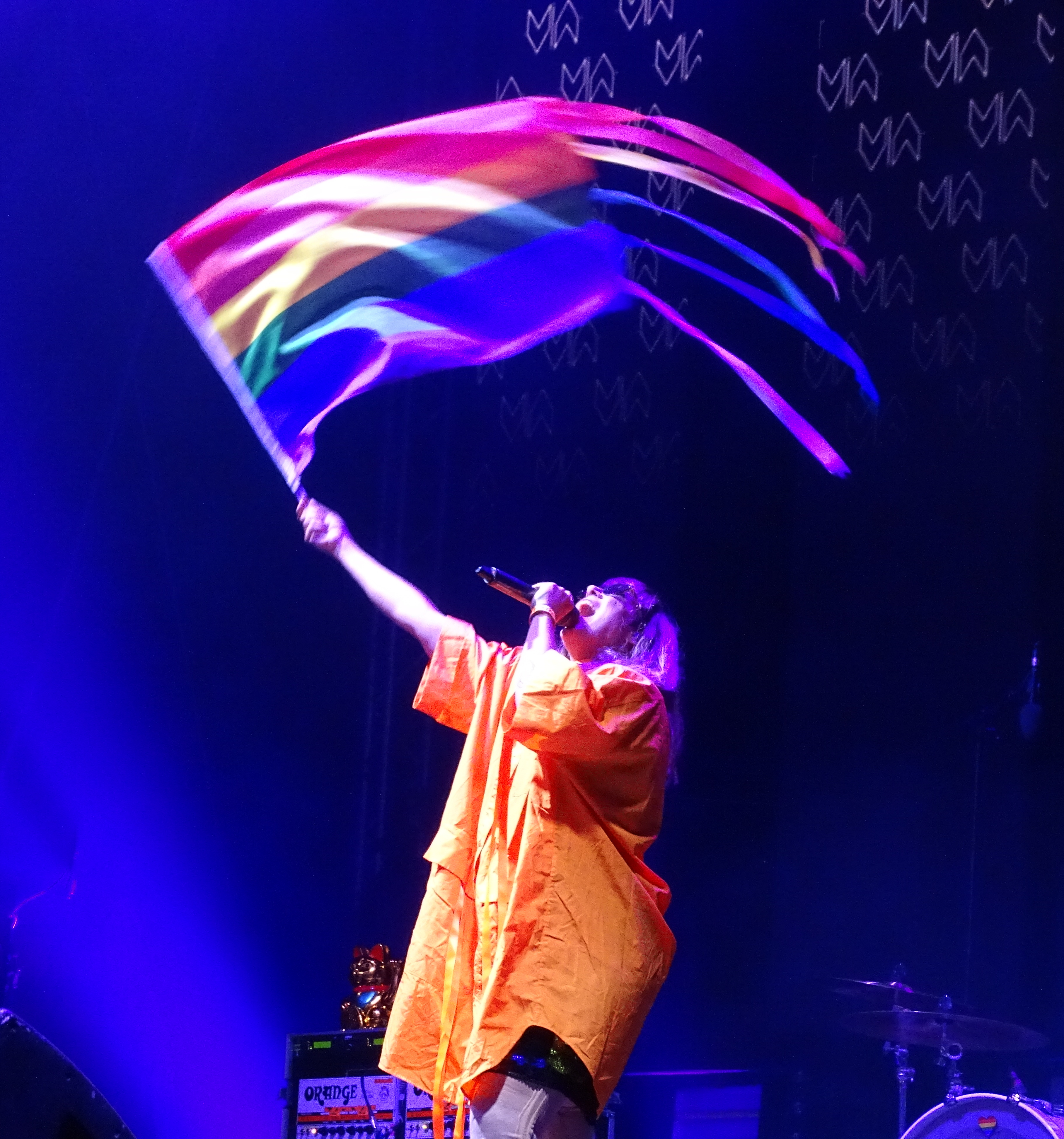
Mia 2022

- Mia engagieren sich wiederholt gegen Rechtsextremismus und Rassismus, beginnend 2002, als für den Soundtrack des „gegen Rechts“ gerichteten Kinofilms Führer Ex mehrere Titel zur Verfügung gestellt wurden. Mehrere Bandmitglieder traten im Film auch als Statisten auf. Im Bundestagswahlkampf 2005 erschien ihr Song PRO Test auf der von der SPD herausgegebenen CD Gemeinsam gegen Rechts und der Verein Brothers Keepers wurde von der Gruppe auf dem Brother-Keepers-Album Am I My Brother’s Keeper? unterstützt. Außerdem übernahm Mia eine Patenschaft im Rahmen des Projektes Schule ohne Rassismus – Schule mit Courage.
- Auch für den Umweltschutz werden Mia wiederholt aktiv. Mit der Single Ökostrom unterstützte die Band Solar Generation, die Greenpeace-Jugendgruppe für erneuerbare Energien. Am 7. Juli 2007 trat Mia anlässlich der Live-Earth-Konzerte in Hamburg auf und am 5. September 2008 im Rahmen der „Klimatour“ der Heinrich-Böll-Stiftung, bei der über Klimaschutzthemen informiert wurde, in München.
- Für Menschenrechtsorganisationen haben Mia zwei Lieder zur Verfügung gestellt. So erschien eine unveröffentlichte Version des Songs Komm mein Mädchen auf dem Sampler On the Run des Flüchtlings-Hilfsverein Pro Asyl und für das amnesty-international-Projekt Make Some Noise nahm die Band eine eigene Version des John-Lennon-Songs Mind Games auf. amnesty war auch mit Informationsständen auf Konzerten der Zirkus-Tour vertreten.
- Kapitalismuskritik unterstützten Mia in unterschiedlicher und abnehmend radikaler Weise. 2003 gab die Band ein Gratiskonzert zum revolutionären 1. Mai auf dem Rosa-Luxemburg-Platz in Berlin. Sie stellte ihre Musik für einen Filmwettbewerb namens Sukuma Millennium Award zum Thema Fairer Handel zur Verfügung und für die Website der kritischen Ausstellung Radical Advertising im NRW-Forum Düsseldorf vom 5. April bis 26. August 2008 wurden zehn kurze Video-Podcasts mit Mia produziert, worin die Band, insbesondere Mieze Katz als Kommentarstimme, über Methoden der Werbung informiert.[7]
- Internationale Entwicklungspolitik unterstützt die Band durch ihr Engagement als Jurymitglieder in einem Fotowettbewerb der Vereinten Nationen, der die UN-Millenniumsziele zum Thema hat.[8]
- Im Januar 2004 gaben Mia in Berlin am Anhalter Bahnhof einen Gratisauftritt zugunsten der Studentenproteste gegen die Einführung von Studiengebühren, wurden dabei aber nach dem Aufruf antinationaler Gruppen, das Konzert aufgrund der Nationalismuskontroverse (siehe oben) zu stören, von Studenten mit Eiern und Tomaten beworfen.
- Mia sind außerdem Mitunterzeichner eines offenen Briefes der deutschen Kreativindustrien an die Bundeskanzlerin Angela Merkel, der anlässlich des Tages des geistigen Eigentums am 25. April 2008 veröffentlicht wurde, worin die Bundeskanzlerin gebeten wird, sich für die Wahrung des geistigen Eigentums und gegen illegales Filesharing einzusetzen.[9]
- Mia engagieren sich zudem für das Lesen- und Schreibenlernen. Im Rahmen der Kampagne iCHANCE, die vom Bundesverband Alphabetisierung und Grundbildung durchgeführt wird, gab die Band ihr Statement zum Analphabetismus ab.[10][11]

## Trivia
Am 6. März 2013 ließ sich die Gruppe von der Nominiertenliste für den Echo in der Kategorie Rock/Alternativ National streichen, „da unter den aktuell Nominierten mit Frei.Wild eine Band genannt wird, deren Weltbild“ sie „zum Kotzen finden.“ Zuvor hatte sich schon Kraftklub von der Nominiertenliste streichen lassen.

## Diskografie
Studioalben

| Jahr | Titel Musiklabel                               | Höchstplatzierung, Gesamtwochen, AuszeichnungChartplatzierungen (Jahr, Titel, Musiklabel, Platzierungen, Wochen, Auszeichnungen, Anmerkungen) | Höchstplatzierung, Gesamtwochen, AuszeichnungChartplatzierungen (Jahr, Titel, Musiklabel, Platzierungen, Wochen, Auszeichnungen, Anmerkungen) | Höchstplatzierung, Gesamtwochen, AuszeichnungChartplatzierungen (Jahr, Titel, Musiklabel, Platzierungen, Wochen, Auszeichnungen, Anmerkungen) | Anmerkungen                                             |
| Jahr | Titel Musiklabel                               | DE | AT | CH | Anmerkungen                                             |
| ---- | ---------------------------------------------- | --- | --- | --- | ------------------------------------------------------- |
| 2002 | Hieb & Stichfest Columbia Records (Sony)       | DE43 (2 Wo.)DE | — | — | Erstveröffentlichung: 5. August 2002                    |
| 2004 | Stille Post Columbia Records (Sony BMG)        | DE13 Gold · (19 Wo.)DE | AT19 (11 Wo.)AT | — | Erstveröffentlichung: 8. März 2004 Verkäufe: + 100.000  |
| 2006 | Zirkus Columbia Records (Sony BMG)             | DE2 Gold · (28 Wo.)DE | AT8 (18 Wo.)AT | CH68 (1 Wo.)CH | Erstveröffentlichung: 21. Juli 2006 Verkäufe: + 100.000 |
| 2008 | Willkommen im Club Columbia Records (Sony BMG) | DE4 (10 Wo.)DE | AT9 (9 Wo.)AT | CH31 (2 Wo.)CH | Erstveröffentlichung: 5. September 2008                 |
| 2012 | Tacheles Island Records (UMG)                  | DE3 (16 Wo.)DE | AT14 (9 Wo.)AT | CH44 (1 Wo.)CH | Erstveröffentlichung: 9. März 2012                      |
| 2015 | Biste Mode We Love Music (UMG)                 | DE12 (3 Wo.)DE | AT67 (1 Wo.)AT | — | Erstveröffentlichung: 22. Mai 2015                      |
| 2020 | Limbo Four Music (Sony)                        | DE49 (4 Wo.)DE | — | — | Erstveröffentlichung: 27. März 2020                     |

### Soloaktivitäten und Gastbeiträge
Mieze Katz
Andy Penn
- war von 2001 bis 2003 Mitglied der Gruppe The Aim of Design Is to Define Space und spielte auf ihrem Album Gosen U Can Rave II bei mehreren Liedern Schlagzeug.
- hat mehrere Liveauftritte und Sessions mit dem Techno-Act Modeselektor absolviert.
- spielt Gitarre im Song A Pointless Life von Toktok vs. Soffy O.
- hat unter dem Namen Tim.buktu mehrere Minimal-Techno-Tracks aufgenommen und bei BPitch Control herausgebracht und 2003 als Timtim sein erstes Album mit dem Titel Let's Pretend We're Going veröffentlicht.
- hat außerdem als Timtim einen Remix zur Single Endlich ein Grund zur Panik von Wir sind Helden produziert sowie Remixe der Mia-Songs Engel und Mein Freund. Alle Mixe erschienen als B-Seiten zur jeweiligen Single.
- tritt mit Mieze im Video zu Hungriges Herz (ein Mia-Cover) von Scala & Kolacny Brothers auf.
- spielt Gitarre, Bass und singt bei der Cover-Liveband Bad Saalschlacht.

Ingo Puls
- spielt Horn in den Songs Wütend Genug und Bist du nicht müde auf dem Album Von hier an blind von Wir sind Helden.
- spielt Horn in dem Stück Tears Don't Cry auf dem Album The Goal Is To Make The Animals Happy der Berliner Band Sdnmt.

Gunnar Spies
- war von 1990 bis 1993 Teil der Band Syksy, deren Album Tek (Le coq/Buschfunk) 1993 erschien.
- spielte von 1996 bis 2000 bei der Noise-Rock-Band Desmond Q. Hirnch; während dieser Zeit entstanden die Alben Music (Noisolution/EFA, 1998) und La voix de la revolution (Amateur Records/Eigenvertrieb, 1999); tourte mit der Band in Deutschland und Österreich.
- spielte 2000 Schlagzeug im Song Paul Panzers Blues auf dem Album Keine Macht für Niemand von Die Erben der Scherben (Big Pop/Virgin).
- spielt Schlagzeug bei der Cover-Liveband Bad Saalschlacht.

## Auszeichnungen
- Goldene Stimmgabel
  - 2004: in der Kategorie „Shootingstar Gruppe weiblich“